# 秦靈公
秦靈公（？—前415年），《史记·秦始皇本纪》作秦肅靈公，嬴姓，战国时期秦国君主。秦懷公之孙、秦昭子之子，在位10年。

## 生平
前425年，庶长鼂联合大臣围攻秦怀公，怀公自杀。由于太子秦昭子早死，大臣们迎立秦昭子之子秦灵公继位。
前424年，秦灵公之子連出生。
前422年，在吴阳（今陕西省宝鸡市吴山）建上畤，祭祀黄帝；建下畤，祭祀炎帝。
前419年，魏国在少梁（今陕西省韩城市西南）筑城，秦國派兵進攻，兩軍在少梁交戰兩年。
前417年，魏军擊敗秦軍，再次在少梁筑城。秦軍則沿黃河修築防禦工事，阻止魏軍西进。同年，初次在国内为河伯娶妻。
前415年，派兵修补繁庞（今陕西省韩城市东南），在籍姑（今陕西省韩城市北）筑城。同年，秦灵公去世，葬于丘里悼公西，其子公子連没有能够继位。秦国国内重臣拥立在晋国的秦怀公之子、秦昭子之弟、秦灵公之叔公子悼子回国继位，公子連被迫流亡至魏国。